# Став Дзеркальний

Став Дзеркальний — гідрологічна пам'ятка природи місцевого значення. 
Розташовується в Слов'янському районі Донецької області. Статус пам'ятки природи присвоєно рішенням Донецького облвиконкому № 310 21 червня 1972. 
Площа — 1,5 га. 
Являє собою штучний став серед лісових насаджень.